# Hendrik Jacob Herman Modderman jr.
Hendrik Jacob Herman Modderman (Hoorn, 2 september 1869 - Naaldwijk, 21 november 1926) was een Nederlands burgemeester.
Hendrik Jacob Herman Modderman, zoon van de rijksbetaalmeester Jan Hendrik Adriaan Modderman en Elisabeth Antonia Bast, kleinzoon van het Tweede Kamerlid Hendrik Jacob Herman Modderman sr en achterkleinzoon van de jurist en volksvertegenwoordiger Tonco Modderman, was een telg uit een van oorsprong Gronings regentengeslacht.
Modderman was burgemeester van de gemeente Bleiswijk van 1897 tot 1906. Hij was tevens de laatste burgemeester die het burgemeesterschap van Bleiswijk combineerde met dat van Moerkapelle. Van 1906 tot 1926 was hij burgemeester van Naaldwijk.
Modderman toonde zich in Naaldwijk een groot voorstander van muziekconcoursen, vanwege de opvoedende werking ervan. Later kwam hij op dit standpunt terug toen de bijbehorende volksfeesten toch niet de beschavende werking hadden, die hij op het oog had.

## Trivia
- In zijn opdracht componeerde Petrus van Antwerpen een huldemars aan Naaldwijk.
- Een stoomlocomotief van de Westlandse Stoomtramweg Maatschappij nr. 23 draagt zijn naam: H.J.H. Modderman en is in het bezit van Museumstoomtram Hoorn - Medemblik.